# Juan de Segóvia
Juan Alfonso de Segóvia (Segóvia, cerca de 1393 – Aiton, 24 de maio de 1458) foi um teólogo, escritor e pseudocardeal castelhano da Igreja Católica com atuação na França. 

## Biografia
O nascimento de Juan Alfonso de Segovia parece ter se estabelecido em Segóvia por volta de 1393. De acordo com seu próprio relato, ele viveu em sua cidade natal durante os primeiros dez anos e ingressou na Universidade de Salamanca por volta de 1407, onde iniciou seus estudos de gramática. Em Salamanca obteve os graus de bacharel em arte, por volta de 1413, e de bacharel em teologia por volta de 1418, ano em que aparece já à frente da Cátedra de Prima. Pode-se considerar que sua etapa de formação terminou em 1422, ano em que obteve o grau de mestre em teologia.
Juan de Segovia lecionou em Salamanca por quinze anos, durante os quais ocupou sucessivamente as três cadeiras da Faculdade de Teologia, as duas da Bíblia e a das Vésperas, sendo às vezes simultaneamente titular de duas delas. Durante a sua estadia na Universidade de Salamanca, a atividade de Juan Alfonso de Segovia não se limitou estritamente ao ensino, pois teve uma participação muito destacada nos assuntos da instituição. Em 1421, ele foi comissionado junto com Ibo Moro para ir perante o Papa Martinho V para gerenciar a aprovação de novas constituições que regulamentariam o estudo em Salamanca. Os esforços de ambos os delegados culminaram na elaboração de uma constituição, confirmada pelo papa em 21 de fevereiro de 1422, que incluía as aspirações da universidade. Alguns anos depois, em 1426, Juan de Segovia, identificado como advogado de Salamanca, parece ter intervido no processo que a empresa tinha com o corregedor Juan de Valencia. Em 1431 foi encarregado, desta vez junto com Pedro Martín de Covarrubias (decano da Rota Romana), de realizar algumas negociações com o Papa Eugênio IV, entre as quais provavelmente a defesa das constituições de 1422, questionada pelo bispo de Salamanca e seu metropolita, o arcebispo de Santiago de Compostela, ansioso para aumentar sua jurisdição sobre o centro universitário.
Em 1432, a Universidade de Salamanca e o rei João II de Castela o enviaram como seu representante ao Concílio de Basileia, onde ele foi um dos mais capazes defensores da superioridade do Concílio sobre o Papa. No início, ele tentou mitigar o conflito entre o Concílio e o Papa Eugênio IV, com quem passou algum tempo em Florença em 1435, mas depois se tornou um dos principais apoiadores do partido revolucionário no conselho. Entre setembro de 1434 e março de 1436, acompanhou o cardeal Juan de Cervantes para negociar com o papa vários assuntos relacionados à assembleia. Ao retornar a Basileia, iniciou um novo período de trabalho no qual se preocupou essencialmente em definir a posição do concílio sobre três questões levantadas: a Imaculada Conceição de Maria, da qual ele era um fervoroso defensor, a união com a Igreja Ortodoxa e a comunhão sob as duas espécies (os comungantes deveriam comer a hóstia e beber vinho) mantidas pelos hussitas. Ele participou da vigésima oitava sessão, realizada em 1 de outubro de 1437, na qual o Papa Eugênio IV foi declarado contumaz, e na trigésima terceira sessão, realizada em 16 de maio de 1439, na qual o papa foi declarado herege.
Após a decisão de Eugênio IV em declarar a nulidade do Concílio de Basileia e o transferiu para Ferrara, os conselheiros de Basileia iniciaram um processo contra o papa no qual Juan de Segóvia, um defensor da superioridade do concílio, desempenhou um papel de liderança. Essa postura significou que ele perdeu seus benefícios eclesiásticos e levou à sua renúncia à cadeira de Salamanca. O desenvolvimento dos acontecimentos levou Juan de Segovia a orientar sua atividade intelectual para a reflexão sobre questões de natureza político-eclesial, circunstância que se reflete claramente em seus escritos da época. Em março de 1439, ele representou o Concílio na Dieta de Mainz. Foi nomeado membro da comissão encarregada do governo da Igreja enquanto a suspensão do Papa foi mantida e com suas intervenções favoreceu a declaração de heresia do Pontífice e sua posterior deposição em 25 de junho de 1439. O conselho estava pronto para eleger um novo pontífice e Juan de Segovia foi um dos três comissários que escolheriam os trinta e dois eleitores que deveriam proceder com a nomeação. Isso foi verificado em 5 de novembro de 1439 pela eleição de Amadeu VIII, Duque de Saboia, que foi consagrado no ano seguinte com o nome de Félix V.
Foi criado cardeal pelo Antipapa Félix V no Consistório de 12 de outubro de 1440 ocorrido em Genebra, recebendo o título de cardeal-presbítero de Santa Maria in Trastevere em 1441.
No campo diplomático, ele participou das numerosas dietas convocadas no Sacro Império Romano Germânico na tentativa de atrair os eleitores germânicos para o campo conciliar. Em 1442 foi colocado por Félix V à frente da Câmara Apostólica, encarregado das finanças do concílio. Foram anos de intenso trabalho que terminou com a dissolução definitiva do concílio em 25 de abril de 1449. O fim do concílio significou para Juan de Segovia o fim de sua agitada vida pública. Além disso, no curto espaço de quatro anos, ele pode perceber como foi relegado pela cúria pontifícia, sem dúvida por causa do papel proeminente que desempenhou durante o cisma e a crise conciliar.
Juan de Segóvia não viu confirmada a dignidade de cardeal que obteve em 1440 do antipapa Félix V, embora tenha se submetido ao Papa Nicolau V e ter sido nomeado bispo da diocese francesa de Saint-Paul-Trois-Châteaux em julho de 1449. Ele permaneceu nesta diocese apenas por alguns meses, pois em maio de 1450 viu sua nomeação revogada. Depois de mais de um ano de espera, em 1451 recebeu uma nova nomeação, para a diocese de Saint-Jean-de-Maurienne. Dois anos depois, em 1453, e depois de renunciar a esta última, foi nomeado arcebispo titular de Cesareia da Palestina.
Após sua ascensão à dignidade de arcebispado, decidiu se retirar para o priorado de Aiton, localizado na diocese de Saint-Jean-de-Maurienne. Tudo leva a crer que ele tomou esta importante decisão diante da estagnação definitiva de sua carreira eclesiástica e em consideração à sua idade, já que tinha cerca de sessenta anos. Juan de Segovia dedicou seus últimos anos ao estudo, desenvolvendo até sua morte em 1458 uma intensa atividade como escritor. Inicialmente, ele dedicou seus esforços a sistematizar a doutrina conciliar a partir da serenidade, mas após a queda de Constantinopla para os turcos em 1453, ele retomou uma velha preocupação, a da relação entre o cristianismo e o islamismo, como resultado da qual ele promoveu uma tradução do Alcorão para o latim e o espanhol, junto com o Alfaqui de Castela, Isa de Jabir, em 1456, agora perdido. Em 9 de outubro de 1457, ele doou praticamente toda a biblioteca, composta por cento e oito volumes, à Universidade de Salamanca. Sofrendo de sérios problemas de saúde, Juan de Segovia morreu alguns meses depois, em 24 de maio de 1458.

## Obras
Entre outras obras e tratados perdidos, são conhecidas obras suas:
- Repetitio de superioritate et excellentia supremae potestatis ecclesiasticae et spiritualis ad regiam et temporalem, Valladolid, 1426 (Biblioteca Universitaria de Santa Cruz, ms. 89, fol. 130r.-165v.)
- Liber de sancta conceptione de primo opere, 1436 (ed. P. de Alva y Astorga, Septem allegationes et totidem avisamenta pro informatione patruum concilii Basileensis..., Bruselas, 1664, págs. 1-390)
- Liber de sancta concepcione de secundo opere, 1438 (ed. P. de Alva y Astorga, op. cit., págs. 391-535)
- Iustificatio sententiae latae contra Gabrielem olim Eugenium Papam IV, 1439 (ed. Deutsche Reichstagsakten, XIV, n.º 196, págs. 347-367)
- Circa materiam neutralitatis principum, 1439 (ed. Deutsche Reichstagsakten, n.º 197, págs. 367-390)
- De tribus veritatibus fidei, 1439 (na Biblioteca Apostólica Vaticana, Vaticano, palat. lat. 601, fols. 81r.-141r.)
- Historia gestorum generalis synodi Basiliensis, 1449-1453, inc. (ed. Monumenta conciliorum generalium saeculi decimi quinti, II-IV, Viena, 1873-1935)
- Liber de magna auctoritate episcoporum in concilio generali, 1449-1453, inc. (ed. R. de Kegel, Johannes von Segovia, Liber de magna auctoritate episcoporum in concilio generali, Friburgo, 1995)
- Liber de substantia ecclesiae, 1449- 1453, inc. [ed. S. Madrigal Terrazas, El proyecto eclesiológico de Juan de Segovia (1393-1458). Estudo do Liber de substantia ecclesiae, edição e seleção de textos, Madrid, 2000, págs. 149- 194]
- De mittendo gladio Divini Spiritus in corda saracenorum, 1453-1458 (ed. D. Cabanelas Rodríguez, Juan de Segovia y el problema islámico, Madrid, Universidad Complutense, 1952, págs. 265-272)
- Alcorão trilíngue, 1453-1458, (ed. D. Cabanelas Rodríguez, op. cit., págs. 279-302).